# Foliot

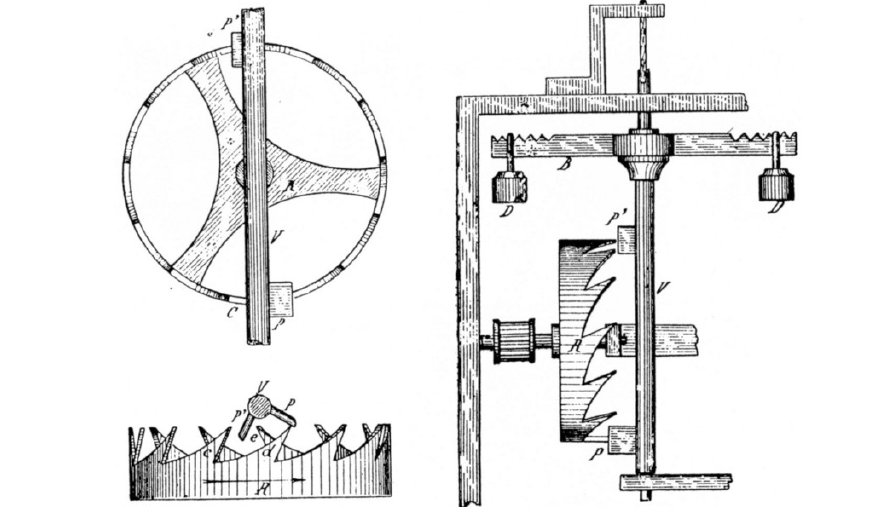
Mecanisme d'un sistema amb foliot

Animació del funcionament d'un mecanisme d'agulla i esperit, amb roda caterina.

L'escapament denominat internacionalment "verge-foliot" es designa en català "escapament d'agulla i esperit".
El  foliot  és un tipus d'escapament de rellotge inventat entre els anys 1300 i 1400, alguns autors indiquen que va poder ser l'any 1285 quan es va inventar el primer foliot. El nom prové etimològicament del francès: " Faire le fou ":  estar boig , o donar voltes com un boig, es denominava afectuosament "boget". Està caracteritzat per tenir unescapament (en anglès:Verge Escapement) perpendicular a l'eix de gir principal del rellotge, sobre aquest hi ha una roda dentada que és moguda per dos pesos penjant d'una politja (els pesos solen ser pedres elegides apropiadament pel seu pes), aquesta roda empeny 2 paletes fixades a una vareta que fa moure una barra horitzontal oscil·lant, en forma de creu, en direcció oposada. Com que no disposa de regulador la precisió d'aquest rellotge no era gaire bona, arribant a perdre més o menys mitja hora al dia en el millor dels casos.
El  foliot  va aconseguir majors precisions al segle 17. a causa de la introducció del pèndol.